# 冀姓
冀姓是中文姓氏之一，在《百家姓》中排第316位。

## 起源
冀姓有多种起源：
1. 出自祁姓，以国为姓。周武王灭商后，将尧的后裔分在冀国，其后世子孙便有以冀为姓的。
2. 出自姬姓，以邑为姓。据《元和姓纂》及《通志·氏族略》载，晋国大夫郤芮的封邑在冀邑，时称冀芮，他的后代便以“冀”为姓。

## 郡望
- 渤海郡：西汉时置，今河北、辽宁沿渤海湾一带。

## 延伸阅读
- 《百家姓姓氏溯源》
- 《百家姓溯源》
- 《中国姓氏辞典》

## 外部連結
[在维基数据编辑]
 《百家姓》
 《欽定古今圖書集成·明倫彙編·氏族典·冀姓部》，出自陈梦雷《古今圖書集成》